# Jakub Arbes
Jakub Arbes, född 12 juni 1840 i Smichow, Prag, död där 8 april 1914, var en tjeckisk skriftställare.
Arbes var mycket produktiv såsom politisk publicist, romanförfattare och litteraturkritiker. Han skrev den första utförliga studien över Karel Hynek Mácha, den tjeckiska nyromantikens grundare.